# Валиев, Камиль Мухаметшакирович
Камиль Мухаметшакирович Валиев (тат. Камил Мөхәммәтшакыйр улы Вәлиев; 20 сентября 1942, деревня Нижний Сардык, Башкирская АССР, СССР — 18 июня 2025) — советский и российский татарский певец, педагог, режиссёр, основатель Сибайского колледжа искусств и его первый директор, народный артист Татарской АССР (1979), заслуженный артист РСФСР (1984), народный артист Башкортостана.

## Биография
Родился 20 сентября 1942 года в деревне Нижний Сардык Кандринского района Башкирской АССР, ныне Туймазинского района Республики Башкортостан. С 1964 года трудился в Альметьевском татарском государственном драматическом театре, где сочетал исполнительскую и режиссёрскую деятельность. В 1997—2004 годах являлся главным режиссёром театра.
Активно занимался образовательной деятельностью: стал основателем Сибайского колледжа искусств и первым его директором. Этот вклад отмечен в Сибае установкой мемориальной доски и открытием музея имени Камиля Валеева.

## Творческая деятельность
В театре поставил ряд значимых спектаклей: «Син кайда идең?» и другие, стал лауреатом премий имени Р. Төхфәтуллина и «Тантана».

### Смерть
Скончался 18 июня 2025 года на 83-м году жизни.

## Награды и признание
- Народный артист Татарской АССР (1979)
- Заслуженный артист РСФСР (1984)
- Народный артист Башкортостана
- Орден «Дуслык»
- Орден Салавата Юлаева
- Премии «Тантана» и имени Рафаэля Тухватуллина[1]

## Мемориальные мероприятия
4 июня 2021 года в Сибае прошли торжественный концерт и открытие музейной экспозиции в честь Камиля Валиева, был установлен мемориальный знак на здании колледжа искусств, учреждённого им при жизни.